# Arvid Fredborg
Erik Lars Arvid Fredborg, född 8 oktober 1915 i Hudiksvalls församling i Gävleborgs län, död 4 januari 1996 i Lidingö församling i Stockholms län var en konservativ svensk journalist, utrikespolitisk analytiker och författare.

## Biografi
Arvid Fredborg, som var son till högermannen läroverksadjunkten Emil Fredborg och Hedvig Königson samt sonson till prosten Lars Fredborg, växte upp i Skara. Han reagerade trots sin ringa ålder starkt på försvarsbeslutet 1925, och redan som gymnasist anslöt han sig till Sveriges Nationella Ungdomsförbund som då var inofficiellt ungdomsförbund till Högerpartiet.

### Studenttiden i Uppsala
Arvid Fredborg läste historia och språk vid Uppsala universitet, och uppvisade under sin studietid stort intresse för Balkan. Han reste ofta under ferierna runt i Central- och Östeuropa och studerade en tid vid Eötvös Kollegium i Budapest. Hans studier av Balkans historia gjorde honom sympatisk till den habsburgska monarkin.
Han anslöt sig till Nationella Studentklubben vid sin ankomst till Uppsala; klubben var en del av Sveriges Nationella Ungdomsförbund. Men i takt med förbundets radikalisering sökte han sig senare bort från organisationen. Fredborg och de politiskt likasinnade som han tillhörde hamnade allt mer i öppen konflikt med de mer tyskvänliga elementen som Rütger Essén och Per Engdahl. Han kom att sitta kvar i styrelsen fram till 1940 men hans politiska engagemang började söka andra plattformar.
Arvid Fredborg och hans vänkrets vände sig istället till Föreningen Heimdal där man genomförde en kupp för att ta sig in i styrelsen. Kuppen var riktad mot ordföranden, historikern Sven Ulric Palme, som uteslöts ur styrelsen då han inte ansågs vara tillräckligt "nationellt sinnad".
Samma vänkrets var sedan februari 1939 drivande bakom Bollhusmötet i Uppsala. Genom sina engagemang i studentnationerna drev de igenom att kåren skulle arrangera en allmän studentsammankomst i flyktingfrågan.
Arvid Fredborgs roll i detta var som förste kurator vid Gästrike-Hälsinge nation, där han vid nationens landskap den 6 februari yrkade på att nationen skulle instämma i den uppmaning att genomföra en allmän studentsammankomst som tagits på V-Dala landskap den 3 februari. Han var också aktiv för att få fram den motresolution mot Studentkårens kompromissförslag som senare vann omröstningen med siffrorna 548–340. Fredborg skulle senare i livet ångra sin medverkan vid Bollhusmötet och han skrev "Vad jag gjorde vittnade under sådana förhållanden inte precis om någon vidsyn och jag har sedan ångrat mitt handlingssätt".
År 1939 var han drivande bakom Heimdals årsbok och 1940 var han medförfattare till pamfletten Den Svenska Linjen. I dessa två skrifter försökte Fredborg och hans vänkrets skissa på en "svensk linje" oberoende från stormaktsblocken. Tillsammans med några akademiker och militärer bildade han Samfundet Den Svenska Linjen som var tänkt att fungera som en borgerlig motståndsrörelse i händelse av tysk ockupation av Sverige.
Arvid Fredborg gifte sig 1941 med Hedvig Adelborg, dotter till överstelöjtnanten Carl Hugo Adelborg och friherrinnan Elisabeth Rappe.

### Korrespondent i Tyskland och "Bakom Stålvallen"
Från februari 1941 till maj 1943 var Fredborg Svenska Dagbladets korrespondent i Berlin. Han gav i september 1943 ut boken Bakom stålvallen, som senare refererats som en kritisk och osminkad skildring av Tredje riket. I Svenska Dagbladet beskrivs bokens inriktning vid lanseringen med att "grundåskådningen är mycket klar; den är starkt negativ beträffande nationalsocialismen och dess ledande personligheter". Arvid Fredborg diskuterar även i boken ingående motståndsrörelser mot Hitlers nationalsocialism och döljer inte heller att han anser Tyskland vara en koloss på lerfötter och att han är övertygad om att landet kommer att förlora kriget. Den fick snabbt stor spridning, trycktes i tolv upplagor under hösten 1943 och översattes senare till de flesta större europeiska språk.

### Magasinet OBS!
Utgivningen av Bakom Stålvallen förbättrade avsevärt Arvid Fredborgs ekonomiska ställning och med de pengar den inbringade startade Fredborg 1944 tidningen OBS!. Den hade i grunden en konservativ politisk linje men var i stort utformad som ett underhållande veckomagasin. Magasinet var ett viktigt opinionsbildande organ inom det så kallade planhushållningsmotståndet. Efter tre år överlämnade Fredborg redaktörskapet till Gunnar Unger.

### Senare verksamhet
Efter tiden på OBS! återgick Arvid Fredborg till författarskapet och posten som Svenska Dagbladets korrespondent, nu stationerad i Bonn. Han skrev boken Tredje gången som var en utrikespolitik analys av det begynnande kalla kriget. 1951 disputerade han med avhandlingen Storbritannien och den ryska frågan 1918–1920 följd av boken Det nya Tyskland 1953. Han hade vid denna tidpunkt slutat som journalist på SvD och istället börjat arbeta som utrikespolitisk konsult åt företag inom svenskt näringsliv och som konservativ publicist.
Politiskt var Arvid Fredborg efter kriget aktiv i Mont Pelerin Society, CEDI och Europarörelsen. Speciellt noterbart är Fredborgs varma stöd för ett svenskt EU-medlemskap.
Han gav 1971 ut boken Inflationen: vådeld eller mordbrand? där han lyfte problemen med hög inflation över hela västvärlden kopplat bland annat till Bretton Woodssystemets sönderfall.
Arvid Fredborg publicerade 1985 sin självbiografi Destination Berlin, där han också gör en analys av nazismen som ideologi. Han blev 1991 hedersledamot i Föreningen Heimdal.
Kort före sin död gav Fredborg 1994 ut boken Serber och Kroater i historien där han försökte förklara händelserna i forna Jugoslavien utifrån de två folkens historia.

## Eftermäle
Arvid Fredborgs liv samt politiska gärning och hur det ska tolkas har även efter hans död varit grund för kontroverser. Schematiskt kan man säga har två olika åsikter framkommit varav den ena främst är formulerad av Ola Larsmo och den andra främst av Jan Myrdal.  
Ola Larsmo anser att Arvid Fredborg var antisemit och demokratimotståndare som aldrig "besinnade sig, bytte kurs". Denna ståndpunkt har delvis Håkan Holmberg på UNT instämt i som kallat Fredborg för och hans vänkrets ifrån Uppsala för ”nazianstruckna” och drivna av ”uttalad antisemitism”.
Jan Myrdal intar däremot åsikten att Arvid Fredborg och hans författande var avgörande för att vända de konservativa krafterna i Sverige bort ifrån nazismen. Myrdal har speciellt lyft fram Heimdals årsskrift ifrån 1939 som "ett av de avgörande dokumenten i svensk politik inför andra världskriget." Hans åsikt är att Fredborg och hans vänkrets gjorde ett tydligt avståndstagande ifrån nazismen redan våren 1939 och refererar bland annat till följande citat i ovan nämnda årsbok.

"Den tyska politiken uppkallar i nuvarande läget de nationella krafterna till motstånd. En nationell svensk rörelse måste, om den vill göra sig förtjänt av sitt namn, med skärpa taga avstånd från varje försök att i Sverige upprätta ett tysksinnat parti under nationell etikett med det dubbla syftet att genomför inrikespolitiska mål och att ställa Sverige vid Tyskland sida under stormlöpningen mot öster. Erfarenheterna visar, att ett sådant parti skull vara ett hot mot vår självständighet. Situationen trafik visar sig å andra sidan däri att svensk nationalism tvingas samarbete med strömningar, mot vilka den jämlikt sin åskådning traditionellt står i kampställning. Så långt de nuvarande makthavarna med kraft hävda landets oberoende kan de räkna med den svenska nationalismens stöd. /…/ Det sätt, på vilken nationalismen utformats och levandegjorts i kontinentens totalitära stater, kan emellertid ej accepteras av svensk nationalism."
Myrdal menar att det var så skriften även uppfattades i sin samtid och att detta var något närmast unikt. Han lägger stor vikt vid att det var de unga akademiska nationella som utifrån sin egen världsåskådning tog avstod ifrån Hitler och att detta var en betydelsefull faktor till marginaliserandet av nazismen i Sverige under 1930- och 1940-talen. Myrdal menar de som vill kalla Fredborg och hans vänner för nazister är  ”obildade”.
Erik Anners lyfter i sin recension över Fredborgs självbiografi fram att efter Hitlers intåg i Prag våren 1939 övergav Fredborg och hans vänkrets (som Anners själv tillhörde) alla förhoppningar om fred i Europa och börja räkna nazisterna till sina fiender, något som bekräftas av Gunnar Unger.
Per Gedin lyfter fram Fredborgs omsvängning i sina memoarer där hans skriver att Fredborg "också varit en av de ledande studenterna i Uppsala som ville hindra invandringen av de judiska läkarna. Det framgick klart av boken att han hade ändrat åsikt och förstått nazismens ondska. Jag lär mig att man kan förlåta och att man kan tänka om."
I Jan Myrdals åsikt har delvis Arne Ruth instämt utifrån publiceringen av Bakom Stålvallen. I DN skrev han inför återutgivningen av Bakom Stålvallen 1995 följande: “Fredborg har aldrig dolt att han förblivit ärkekonservativ. Jag står långt ifrån honom politiskt. Likafullt måste jag erkänna att han tog större risker i förhållande till Hitler än de flesta av hans journalistkolleger. Han talade klarspråk när stora delar av det liberala etablissemanget teg".
Anders Björnsson instämmer delvis i Myrdals beskrivning och skrev i Svensk Tidskrift att Arvid Fredborg i Bakom Stålvallen "formar sig till ett försvar för det som är och måste vara Europa: humanism, medborgardygd, vanlig mänsklig anständighet. Här belade författaren bortom varje tvivel att den nazistiska staten var engagerad i raka motsatsen och i full färd med att förinta sin judiska befolkning."
Myrdal och Larsmos åsikter är dock inte ömsom uteslutande. Medan Jan Myrdal främst fokuserat på Fredborgs åsikter om Nazityskland har Ola Larsmo främst fokuserat på hans åsikter kring eugenik. Det är dock fullt möjligt att Arvid Fredborg på 1940-talet på en och samma gång tog avstånd ifrån nazismen och Hitlers övergrepp på judarna och samtidigt var anhängare av det rådande vetenskapliga paradigmet kring rashygien, ett paradigm som hade samlingsregeringens stöd och ledde fram till skärpningen av tvångssteriliseringslagarna 1941.
År 1999 utsåg Expressen Bakom Stålvallen till en av 1900-talets 100 viktigaste böcker. Makarna Fredborg är begravda på Lidingö kyrkogård.